# Tori-Bossito
Tori-Bossito ist eine Stadt, ein Arrondissement und eine Kommune im Département Atlantique in Benin.

## Geographie
Innerhalb des Départements liegt die Kommune im zentral und in der südlichen Hälfte und wird vollständig von fünf anderen Kommunen umschlossen (im Uhrzeigersinn): Allada, Zè, Abomey-Calavi, Ouidah und Kpomassè.

## Demographie und Verwaltung
Gemäß der Volkszählung von 2013 hatte Tori-Bossito als Arrondissement 14.844 Einwohner, davon waren 7150 männlich und 7694 weiblich. Die wesentlich größere Kommune zählte zu diesem Zeitpunkt 57.632 Einwohner, davon 28.284 männlich und 29.348 weiblich.
Die sechs Arrondissements, neben Tori-Bossito noch Avamè, Azohouè-Aliho, Azohouè-Cada, Tori-Cada und Tori-Gare, die der Gerichtsbarkeit der Kommune unterstehen, umfassen kumuliert 58 Dörfer. Davon entfallen 17 auf das Arrondissement Tori-Bossito:
1. Agonkon
2. Ahouèmè
3. Aïdohoué
4. Bossito
5. Fassinouhokon
6. Gbédéwahoué
7. Gbovié
8. Hèkandji
9. Honvié
10. Houngbagba
11. Hounnonco
12. Kokanhoué
13. Maguévié
14. Tocoli
15. Togoudo
16. Wanho
17. Zounmè

## Verkehr
Tori-Bossito hat einen Bahnhof an der Bahnstrecke Cotonou–Parakou, die allerdings – wie das gesamte Eisenbahnnetz des Landes – seit 2019 ohne Verkehr ist.